# Xylechinites anceps
Xylechinites anceps is een keversoort uit de familie snuitkevers (Curculionidae). De wetenschappelijke naam van de soort werd in 1906 gepubliceerd door Julius Max Hagedorn.